# 仁心港湾
《仁心港湾》（英語：Mercy Point）是1998年10月6日至1999年7月15日在联合派拉蒙电视网首播的美国科幻醫療劇，特雷·卡拉韦、大卫·辛金斯、米罗·弗兰克主创，仅播一季便取消。节目采用乔·莫顿、玛利亚·德玛儿、亚历山德拉·威尔逊、布莱恩·麦克纳玛拉、莎莉·理查德森、朱莉娅·彭宁顿、盖伊·托马斯、乔丹·朗德、乔·斯帕诺组成的全明星阵容，讲述23世纪深空医疗太空站医生与护士日常工作生活种种，卡拉韦、迈克尔·卡特曼、李·大卫·兹洛托夫、乔·沃奇、斯科特·桑德斯任执行制作人。
卡拉韦把自创剧本《南丁格尔一号》改编，引起曼德勒电视兴趣，构想经过修改最终定名《仁心港湾》，原有电影项目因1997年影片《星河战队》商业表现欠佳取消。曼德勒与哥伦比亚三星签署三百万美元合同制作两百小时节目，其中包括《仁心港湾》。为节省制作成本，节目在温哥华摄制，并在众多片場系統搭建医院外景。导演乔·纳波利塔诺称赞节目搭建完整外景，满足错综复杂的执导需求。根据卡拉韦的设想，本剧是《星艦奇航記：重返地球》姐妹篇，但实际是与《莫沙》和《独领风骚》一起在周二晚播出。节目剧情重心逐渐转变，最初关注伦理与医疗案例，后来转向人物私生活，适应联合派拉蒙电视网以青少年为主的观众群喜好。
《仁心港湾》仅播三集就暂停播映，真人剧《美国伟大宠物》和情景喜剧《重逢》取而代之。《仁心港湾》收视率太低，平均每集仅吸引两百万观众。1999年7月，已拍摄的最后四集分两批在周四晚播出，每批两集（两小时）。本剧至今没有发行DVD或蓝光影碟，也未提供流媒体。评论家对节目反响不一，称赞人物塑造与科幻元素者有之，批评枯燥乏味毫无新意者有之。卡拉韦自称节目取消前已构想第一季完整剧情。

## 构想与剧情背景
《仁心港湾》的故事发生在2249年，围绕深空医疗太空站的医生与护士展开。医院拥有业界顶尖的技术与装备，借剧中人之口号称“外出的最后一站，回来的第一站”，以位于“杰里科”殖民地、“星系边缘”闻名。医院拥有各种先进医疗设备，如“人造子宫、全息三维X射线投影、失重手术台”。医院主要靠剧集主创人特雷·卡拉韦配音的超级计算机“希波克拉底”监控病人状态:150。
医生与护士救治的病人既有人类，又有外星人。剧中医务人员称为“医航员”。电视剧发生在未来，但人物衣装与发型基本是20世纪90年代时尚风格。弗兰克·加西亚与马克·菲利普斯的著作《1990至2004年科幻电视剧》将本剧构想与詹姆斯·怀特《区总医院》系列小说、默里·莱因斯特讲述医生造访不同星球的小说，以及乔治·哈里·斯汀的著作《太空医生》对比:152。还有评论把《仁心港湾》的背景和摄制风格与医疗剧《仁心仁術》比较，节目宣传就自称“太空版《急诊室的故事》”。

## 人物
联合派拉蒙电视网的新闻稿表示，剧中人物力图“平衡复杂私生活与在尖端医院工作的需要”。每集剧情都涉及私人与职业问题，人物间交往的戏码逐渐增多:149。外星人生理学家格罗特·麦克斯韦（乔·莫顿饰）是医院首席外科和研究医生，需听从上司兼挚友、资深外科医生海伦·布雷斯劳尔（玛利亚·德玛儿饰）指导:149海伦曾与性欲极强的胡拉多医生（布莱恩·麦克纳玛拉饰）交往，她与试播集开始在医院工作的妹妹德鲁·布雷斯劳（亚历山德拉·威尔逊饰）关系紧张，进而对整个医院的氛围都有影响，胡拉多与女友金·萨利沙中尉（莎莉·理查德森）交往时还与德鲁发展三角恋:149。雷玛·库克医生工作期间越来越关注病人权利。
护士长ANI（朱莉娅·彭宁顿饰）是人形機器人，外科医生巴东（乔丹·朗德饰）是外星人，医院急诊病例繁多，两“人”对救治工作贡献很大。ANI是人形机器人护理界面的简称，外貌和工作效率都无与伦比，引来其他护工嫉恨，觉得ANI为护士定下望尘莫及的高标准。ANI在剧中逐渐产生哭、笑等情感，还想进一步了解人类感情:149。巴东属类蛞蝓物种，对病人麻木不仁:149，这主要是因为他与人类共事及治疗人类病人的经验不足:149。哈里斯·德米拉參謀長主要负责伦理道德事务，也是医院负责人:149。

## 制作

### 前期构想和准备

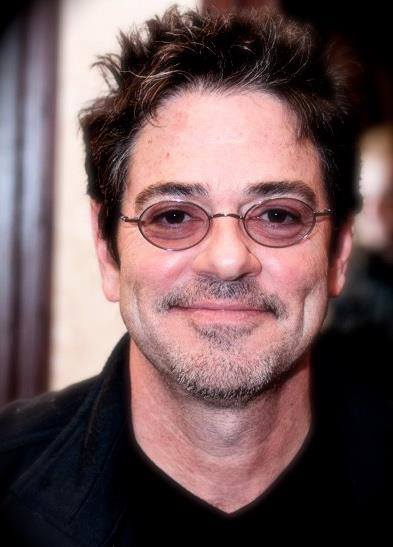
特雷·卡拉韦认为，为试播集创作视觉特效的史蒂夫·约翰逊（图）对联合派拉蒙电视网订购《仁心港湾》功不可没

特雷·卡拉韦、大卫·辛金斯、米罗·弗兰克合作主创的《仁心港湾》原计划拍成电影:147卡拉韦把弗兰克的构想写成剧本《南丁格尔一号》，是本剧主要灵感源头。他向电影制片商推荐项目时表示，《南丁格尔一号》也能充当热卖电视剧的框架。彼得·加伯旗下制片商曼德勒娱乐接手项目，但1997年科幻片《星河战队》票房不佳，导致电影迟迟不能开拍。另有制片人得知卡拉韦的构想后决定把《南丁格尔一号》拍成电视剧，项目获批后更名《仁心港湾》。:148
根据卡拉韦在节目制作期间的设想，《仁心港湾》是《星艦奇航記：重返地球》姐妹篇，希望两剧观众群互通。电视剧保留《南丁格尔一号》元素，但卡拉韦自称是把节目当成全新项目从头开始。他在电视剧取得制作绿灯前与大卫·辛金斯合作，制作“低预算三十分钟”试播片段。辛金斯除试播集外没有参与电视剧制作，但依然是本剧主创。因在《銀河飛龍》扮演Q闻名的约翰·德·兰西曾试演德米拉，剧中体形与人类差异很大的外星人由史蒂夫·约翰逊设计。试播演示片段在洛杉矶摄制，所有布景后来拍摄分集时彻底翻新。ANI、巴东等三个角色是在试播片段拍完后新增。:148联合派拉蒙电视网高管对片段很满意并订购13集，原计划这还只是“半季”:149。曼德勒电视共制作四部剧在1998至1999年美国无线电视网播出，除《仁心港湾》外分别是《爱神》、《猛然觉醒》、《人小鬼大》。曼德勒与哥伦比亚三星电视签署三百万美元合同制作《仁心港湾》等两百小时节目，其中绝大多数商品表现欠佳。

### 选角与摄制
卡拉韦细心挑选每个角色的演员，致力保持“角色驱动情节”，把“洞悉人心”看得比特效更重要:149。卡拉韦为试播集的超级计算机“希波克拉底”配音后曾物色其他演员，但后续分集还是亲自配音，他自觉很难掌握角色所需的医学和技术辞汇:150。为降低摄制成本，本剧像《X档案》与《星際之門：SG-1》一样在温哥华取景:149，大部分剧组成员曾参与《X档案》:150。《仁心港湾》的执行制作人包括卡拉韦、迈克尔·卡特曼、李·大卫·兹洛托夫、乔·沃奇、斯科特·桑德斯。乔恩·埃利希为节目谱写主题音乐。:147
《仁心港湾》全部在片場系統拍摄:149。艺术指导设计师格雷格·洛文与格雷梅·默里把医疗站设计成“办公室和房间呈辐射状分布的环形枢纽”，德米拉可以在二楼监督全站运作:150。导演乔·纳波利塔诺拍摄分集《最后手段》时称赞医院布景，令他在表现医院功能与规模时更加得以应手，无论拍长镜头还是边走边谈桥段都不难:150。为摄制巴东医生及非人类物种病患桥段，剧组需制作大量假体。朗德每天演出前需要几个小时完成假体化妆，对导演保持拍摄进度挑战很大，而且不同桥段需要的化妆量差很多。巴东缠在脖子和肩膀上的尾巴就是假体，工作人员把朗德放在片场雪橇上到处拉着走，模拟人物类似蛞蝓的动作风格。:150纳波利塔诺还称，病患化妆时间和制作假体的工作量不输巴东，如下巴下有腮的男子:150-151。

### 节目取消，未制作分集
卡拉韦声称联合派拉蒙电视网很支持《仁心港湾》，对节目突然取消深表意外，感觉可能是因为拍摄成本太高:151。他还觉得节目不该在世界大賽时段上演试播集，导致目标观众流失。为吸引电视台的青少年观众，卡拉韦把节目重心从医疗和伦理案例转至人物关系。他还称，电视台高层倾向播出青春情景喜剧《莫沙》，而不是《仁心港湾》这类科幻节目，他的调整于事无补。:151联合派拉蒙电视网公布消息时第八集还在摄制，结果部分桥段修改后并入第七集，组成完整的季终集:152。
卡拉韦接受采访时自称已为所有人物构想完整情节，本想在第一季完成。海伦一直深受思鄉病困扰，据称这是“人类独有的严重星际疾病，把人类生存与返回地球有机结合”。巴东拒绝配合同族关系网，为此惹上麻烦。ANI为试播集出现的计算机感染人类病毒开发解药，卡拉韦称ANI未来将置身“有机世界与技术世界的终极冲突”。格罗特与胡拉多前往“萨哈特分界线”执行搜救任务，随后听闻失踪已久家人的消息。德鲁需直面自身“老毛病”。库克认为人类灵魂位于颞叶、与思乡病关系密切并设法检验。:152

## 分集
| 集數 | 標題     | 導演              | 編劇                 | 首播日期       | 美国收視人數 （百萬） |
| --- | -------- | ----------------- | -------------------- | -------------- | --------------------- |
| 1 | 初来乍到 | 迈克尔·卡特曼     | 特雷·卡拉韦          | 1998年10月6日  | 1.7                   |
| 计算机病毒感染人类，医务人员寻找解药。孕妇与腹中胎儿在失重状态下接受手术。新住院医师德鲁·布雷斯劳需直面与姐姐海伦的不快，并开始与胡拉多医生相恋。德鲁还决定帮外星人生理学家格罗特·麦克斯韦寻找失踪家人。ANI晋升护士长。                               |          |                   |                      |                |                       |
| 2 | 对立观点 | D·J·克魯索        | 特雷·卡拉韦          | 1998年10月13日 | 1.3                   |
| 航天飞机发生事故，大量病患送往医院。医生下载垂死飞行员的记忆调查事故起因，德鲁首次救治病人，胡拉多与格罗特诊治冷冻病人。巴东为知名体操运动员手术，接上两条假肢，同时尝试更有人情味地对待病人，摆脱冷漠恶名。ANI开始产生情感，工作赢得赞誉后流下眼泪。 |          |                   |                      |                |                       |
| 3 | 最后手段 | 乔·纳波利塔诺     | 布伦特·弗里德曼      | 1998年10月20日 | 1.4                   |
| 权势人物之子生命垂危，强迫麦克斯韦以实验手术救治，手术需要牺牲某外星病人取血，但手术时权势人物之子将血送回外星人体内，救下垂死的外星人。生出蹼足的女人住进仁心港湾医院。前男友来看病，海伦经诊断认为他患有思乡病。刚开始当住院医师的德鲁睡过头。      |          |                   |                      |                |                       |
| 4 | 二次机会 | 兰迪·奇斯克       | 加里·格拉斯伯格      | 1999年7月8日   | 0.9                   |
| 上年纪的科学家通过非法手术把思想移植到年青人体内，结果因迅速老化入院治疗，需要牺牲年青人或老人的思想，麦克斯韦进退两难。人造血液堵塞病人动脉，海伦与德鲁对治疗方法难达一致。ANI继续研究人类情感。                                                     |          |                   |                      |                |                       |
| 5 | 决不留情 | 迈克尔·卡特曼     | 黛博拉·斯塔尔·塞贝尔 | 1999年7月8日   | 1.0                   |
| 仁心港湾大量外星人死亡，麦克斯韦面对严格审查，研究团抵达医院。病人需眼部移植，但海伦发现胡拉多曾多次为此人移植眼睛，担心其中别有隐情。 |          |                   |                      |                |                       |
| 6 | 战斗伤疤 | 李·邦纳           | 乔纳森·罗伯特·卡普兰 | 1999年7月15日  | 0.8                   |
| 胡拉多弹出气闸后生命垂危。矿工发现利润丰厚的矿产，但染上重病很可能无法看到发财那天。德鲁找不到少年吸毒病患的母亲签同意书，但坚持给病人戒毒。 |          |                   |                      |                |                       |
| 7 | 视觉暂留 | 艾利克斯·格雷夫斯 | 布伦特·弗里德曼      | 1999年7月15日  | 0.9                   |
| 医务人员发现太空舱，其中男子宁可流亡太空也不愿坐牢，自称与神交流后大脑患上疾病。女病人因噩梦持续不断几乎发疯，库克医生竭力救助。 |          |                   |                      |                |                       |

## 反响

### 播映
联合派拉蒙电视网决定把节目时段扩大到周四和周五晚，随后订购六部原创电视剧，其中《仁心港湾》和时光旅行主题的《七天》是科幻剧。《德瑟雷特新闻报》的斯科特·皮尔斯表示，两部科幻剧、《德斯蒙德·菲佛秘密日记》与《遗产》两部19世纪背景时代剧证明电视台“明确以标新立异为导向”。节目首播前主要以“乔·莫顿主演”卖点宣传。卡拉韦期望本剧与《星艦奇航記：重返地球》搭配播出，但联合派拉蒙电视网决定将后者与《七天》配对:151。《仁心港湾》本在北美东部时区周二晚九点播出，前面是情景喜剧《莫沙》和《独领风骚》，两剧一年前就开始搭配播出。丹·斯尼尔森在《娱乐周刊》指出，《仁心港湾》播出时段面临激烈竞争，特别是《其父“奇”女》、《政界小人物》、《大学生费莉希蒂》。本剧的电视分级为TV-PG，意为“不适合幼儿观看”。
1998年10月27日，联合派拉蒙电视网宣布暂停播出《仁心港湾》，此时距电视剧开播还只过去十天，已播的三集平均只有150万观众，真人剧《美国伟大宠物》和情景喜剧《重逢》取而代之。根据尼尔森媒体研究1998年9月21日至1999年5月26日电视节目收视调查数据，《仁心港湾》平均每集吸引两百万观众，在所有节目排第157，与《美国伟大宠物》和《爱之船：下一波》持平。《E！新闻》的乔尔·瑞安称大部分观众根本不知道《仁心港湾》，电视台的决定毫不意外。他还进一步指出，科幻医疗剧一直都很失败。1998年10月，媒体报导宣称本剧未来有望回归联合派拉蒙电视网黄金时段。1999年七月，节目最后四集在两个周四晚播出，每晚两集连播，时长两小时:152。罗布·欧文在《刀刃报》发文，把《仁心港湾》与《医务总监》、《3磅之重》归入失败医疗剧。本剧至今没有发行DVD或蓝光影碟，也未提供流媒体。

### 专业评价
评论家对本剧反响不一，“SouthCoastToday.com”（“今日南岸.com”）发文称《星际旅行》系列作品影迷应该会喜欢《仁心港湾》，特别是“装腔作势的对白，大量令人作呕的画面”。《紐約每日新聞》刊登大卫·比安库利的文章，声称联合派拉蒙电视以往节目充满“求你来看吧”的噱头，《仁心港湾》进步很大，称赞该剧在以未来为背景的同时关注人物和医疗案例。乔安妮·温特劳布在《密尔沃基哨兵报》发文，赞扬本剧可比《吸血鬼猎人巴菲》，认为“两剧都认真制作特效，以轻松手法处理言不由衷的对白”:151。《综艺》杂志的劳拉·弗里斯认为《仁心港湾》如果坚持原则、注重剧情就会很有潜力，她特别称赞迈克尔·卡特曼的导演功底“干净利落”，认可节目在技术方面表现。
GamesRadar的戴夫·戈尔德把本剧列入史上最差科幻与奇幻电视节目，批评剧情“陈腐、老套、俗气”。《洛杉磯時報》刊登霍华德·罗森伯格的文章，批评《仁心港湾》借科幻背景与技术外衣转移观众注意，实际内容陈腐且缺乏创意。他认为节目构想颇具潜力，巴东一角引人入胜，但仍建议观众如果不换台就赶快换个桶准备呕吐。李·桑德林在《芝加哥读者》发文，把《仁心港湾》列入1998至1999年电视季最烂节目，批评电视剧缺乏创意，剧本粗糙。凯文·瓦格纳在科幻在线杂志《科幻小伙》严厉批评本剧，认为试播集的情节就很乏味，用橡胶手套阻断感染根本不现实:151。《太阳哨兵报》的哈尔·博德克称《仁心港湾》与《德斯蒙德·菲佛秘密日记》“生不逢时”，导致观众疏远，收视率下降四成之多。
评论员将本剧与其他节目对比。汤姆·吉查在《太阳哨兵报》发文，称《仁心港湾》让人想到《週六夜現場》小品，“剧本比拍成节目好看”，简直是在恶搞《急诊室的故事》。《纽约时报》刊登卡琳·詹姆斯的评论，称《仁心港湾》“古怪新剧”，无论从严肃剧情还是坎普风视角都表现平平。杰森·斯内尔批评本剧不过翻新《危机中心》与《杏林春暖》，“彻底浪费引人入胜的构想”。《芝加哥論壇報》的史蒂夫·约翰逊谴责节目是“垃圾太空版《急诊室的故事》”，他和斯内尔都在节目暂停播出后呼吁联合派拉蒙电视网直接取消。